# Стара Синиця
Стара Синиця — річка в Україні, у Богуславському районі Київської області. Права притока Росі (басейн Дніпра).

## Опис
Довжина річки 16 км, похил річки — 2,4 м/км. Площа басейну 74,9 км².

## Розташування
Бере початок на північному сході від села Бране Поле. Спочатку тече на північний захід, потім на північний схід через село Синицю і впадає у річку Рось, праву притоку Дніпра.